# Дідківський Володимир Олександрович
Володи́мир Олекса́ндрович Дідкі́вський (7 листопада 1953 — 19 грудня 2023) — Герой України (2002). Заслужений працівник сільського господарства України (2009).

## Життєпис
Член Народної партії. Директор приватної агрофірми «Єрчики» (від 2000 року). Голова постійної комісії з питань агропромислового комплексу, земельних відносин та розвитку села Житомирської обласної ради (з квітня 2006). Голова ради Союзу сільськогосподарських підприємств Житомирської області. Член Політради НП.
Народився 7 листопада 1953 (смт Корнин, Попільнянський район, Житомирська область).

### Освіта
- Українська сільськогосподарська академія (1980—1985), зооінженер; аспірантура Державного агроекологічного університету (від 2001 року).
- У березні 2006 року — кандидат у народні депутати України від Народного блоку Литвина, № 114 в списку. На час виборів: директор приватної агрофірми «Єрчики», член НП.
- 1972—1974 — учень Київського ПТУ № 11. Працював механіком на заводі «Більшовик».
- З 1975 — інженер-механік трудомістких процесів у тваринництві, радгосп «Попільнянський».
- 1980—1985 — студент Української сільськогосподарської академії.
- 1986—1992 — головний зоотехнік, радгосп «Попільнянський».
- З 1993 — голова, приватно-колективне підприємство імені Фрунзе (від 2000 року — приватна фірма «Єрчики»), Попільнянський район.
- Довірена особа кандидата на пост Президента України Віктора Януковича в ТВО № 65 (2004—2005)[1].

## Державні нагороди
- Звання Герой України з врученням ордена Держави (13 листопада 2002) — за визначні особисті заслуги перед Українською державою у розвитку агропромислового комплексу, впровадження сучасних форм господарювання[2]
- Заслужений працівник сільського господарства України (13 листопада 2009) — за вагомий особистий внесок у розвиток агропромислового комплексу України, досягнення високих показників у виробництві сільськогосподарської продукції, багаторічну сумлінну працю та з нагоди Дня працівників сільського господарства[3]